# World Series 1919
Le World Series 1919 sono state la 16ª edizione della serie di finale della Major League Baseball al meglio delle nove partite tra i campioni della National League (NL) 1919, i Cincinnati Reds e quelli della American League (AL), i Chicago White Sox. A vincere il loro primo titolo furono i Reds per cinque gare a tre.
Gli eventi della serie sono spesso associati allo scandalo dei Black Sox, quando diversi membri della partita di Chicago si accordarono con degli scommettitori, probabilmente guidati da Arnold Rothstein, per perdere intenzionalmente il titolo. Le World Series di quell'anno furono le ultime in cui la MLB non era guidata da un Commissioner del Baseball. Nel 1920, i proprietari di diverse franchigie nominarono Kenesaw Mountain Landis primo "Commissioner of Baseball." Nell'agosto 1920, otto giocatori dei White Sox furono squalificati a vita dal baseball per avere truccato la serie (o per essere stati a conoscenza del fatto).

## Sommario

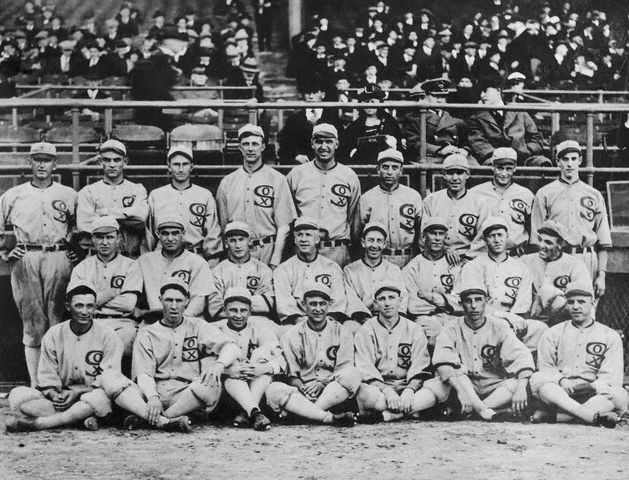
La squadra dei Chicago White Sox del 1919, coinvolta nello scandalo dei Black Sox

Cincinnati ha vinto la serie, 5-3.
| Gara | Data       | Risultato                                              | Stadio        | Ora  | Pubblico |
| ---- | ---------- | ------------------------------------------------------ | ------------- | ---- | -------- |
| 1    | 1º ottobre | Chicago White Sox – 1, Cincinnati Reds – 9             | Redland Field | 1:42 | 30.511   |
| 2    | 2 ottobre  | Chicago White Sox – 2, Cincinnati Reds – 4             | Redland Field | 1:42 | 29.698   |
| 3    | 3 ottobre  | Cincinnati Reds – 0, Chicago White Sox – 3             | Comiskey Park | 1:30 | 29.126   |
| 4    | 4 ottobre  | Cincinnati Reds – 2, Chicago White Sox – 0             | Comiskey Park | 1:37 | 34.363   |
| 5    | 6 ottobre  | Cincinnati Reds – 5, Chicago White Sox – 0             | Comiskey Park | 1:45 | 34.379   |
| 6    | 7 ottobre  | Chicago White Sox – 5, Cincinnati Reds – 4 (10 inning) | Redland Field | 2:06 | 32.006   |
| 7    | 8 ottobre  | Chicago White Sox – 4, Cincinnati Reds – 1             | Redland Field | 1:47 | 13.923   |
| 8    | 9 ottobre  | Cincinnati Reds – 10, Chicago White Sox – 5            | Comiskey Park | 2:27 | 32.930   |

## Hall of Famer coinvolti
- Umpire: Billy Evans
- Reds: Edd Roush
- White Sox: Eddie Collins, Red Faber (non sceso in campo), Ray Schalk